# Roundstonia
Roundstonia är ett släkte av kräftdjur. Roundstonia ingår i familjen Loxoconchidae.
Kladogram enligt Catalogue of Life:
| Roundstonia | \| \| Roundstonia cumuloidea \| \| \| \| \| \| Roundstonia globulifera \| \| \| \| |
|             | \| \| Roundstonia cumuloidea \| \| \| \| \| \| Roundstonia globulifera \| \| \| \| |
|             | Bonnyannella                                                                       |
|             |                                                                                    |
|             | Cytheromorpha                                                                      |
|             |                                                                                    |
|             | Elofsonia                                                                          |
|             |                                                                                    |
|             | Hirschmannia                                                                       |
|             |                                                                                    |
|             | Loxoconcha                                                                         |
|             |                                                                                    |
|             | Loxoconchella                                                                      |
|             |                                                                                    |
|             | Loxoconchidea                                                                      |
|             |                                                                                    |
|             | Nannocythere                                                                       |
|             |                                                                                    |
|             | Palmoconcha                                                                        |
|             |                                                                                    |
|             | Phlyctocythere                                                                     |
|             |                                                                                    |
|             | Sagmatocythere                                                                     |
|             |                                                                                    |
|             | Roundstonia cumuloidea                                                             |
|             |                                                                                    |
|             | Roundstonia globulifera                                                            |
|             |                                                                                    |

|  | Roundstonia cumuloidea  |
|  |                         |
|  | Roundstonia globulifera |
|  |                         |